# Округ Стјубен (Њујорк)
Округ Стјубен (енгл. Steuben County) је округ у америчкој савезној држави Њујорк. По попису из 2010. године број становника је 98.990.

## Демографија
Према попису становништва из 2010. у округу је живело 98.990 становника, што је 264 (0,3%) становника више него 2000. године.
| Група             | 2000.          | 2010.          |
| Белци             | 94.689 (95,9%) | 93.476 (94,4%) |
| Афроамериканци    | 1.347 (1,4%)   | 1.540 (1,6%)   |
| Азијати           | 893 (0,9%)     | 1.161 (1,2%)   |
| Хиспаноамериканци | 796 (0,8%)     | 1.371 (1,4%)   |
| Укупно            | 98.726         | 98.990         |